# Kim Song-guk
Kim Song-guk (5 de outubro de 1985) é um atirador esportivo norte-coreano, medalhista olímpico.

## Carreira
Kim representou a Coreia do Norte nas Olimpíadas de 2016, na qual conquistou a medalha de bronze na prova da pistola a 50 m masculino.